# Col de Chésery
Le col de Chésery est un petit col de France situé dans les Alpes, dans le massif du Chablais, à 1 992 ou 1 994 mètres d'altitude,, au-dessus de Montriond en Haute-Savoie et de Morgins, dans le canton du Valais. Franchi par le sentier de grande randonnée 5, il est dominé par la pointe de Chésery au nord et la pointe des Mossettes au sud-est,.
La frontière entre la France et la Suisse passe juste à l'est du col, à environ 50 mètres, ; c'est l'un des rares endroits où cette frontière ne suit pas la ligne de crête dans sa partie alpine.

## Toponymie
Selon Pierre Bossus, le toponyme « Chésery » vient du terme « casaria » signifiant « lieu où se trouvent des abris de bergers ».